# Waschkartensystem

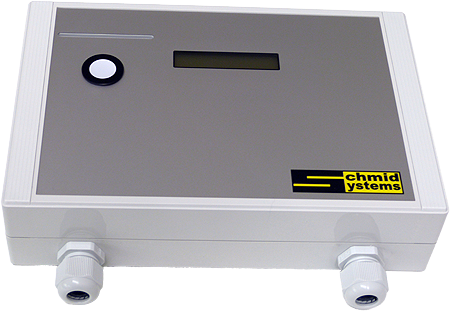
Waschkartensystem für einen Verbraucher

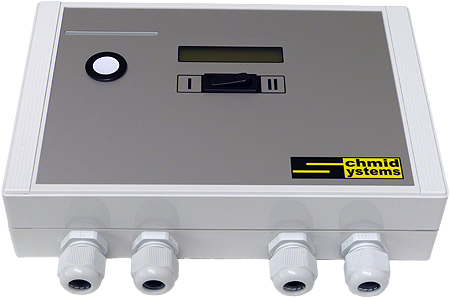
Waschkartensystem für zwei Verbraucher

In der Schweiz ist es üblich, die Kosten für das Waschen und das Trocknen der Wäsche in Gemeinschaftswaschküchen von Mehrfamilienhäusern durch sogenannte Waschmaschinenzählerumschalter zu verteilen. Da sich diese Methode jedoch auf Grund des Installationsaufwandes meist nur für Neubauten anbietet, haben verschiedene Anbieter sogenannte Waschkartensysteme im Angebot. Bei diesen Geräten erfolgt die Abrechnung entweder durch aufgeladene Wertkarten, von denen der Betrag abgebucht wird, oder es erfolgt eine Kumulation im System und die Auswertung bzw. Abrechnung erfolgt zu einem späteren Zeitpunkt durch Auslesen des Gerätespeichers. Früher wurden derartige Geräte (auch Münzzähler genannt) direkt mit Bargeld geladen, das heißt, es wurde dem eingestellten Tarif entsprechend Geld eingeworfen und entsprechend lange konnte die Waschmaschine oder der Tumbler benutzt werden. Da es jedoch immer häufiger dazu kam, dass die Geräte aufgebrochen wurden, traten die Nutzer an die Hersteller mit der Bitte heran, einbruchssichere Systeme zu entwickeln – als Alternative zur Umstellung auf Jetons. Daraufhin entstanden diese Waschkartensysteme – durch den Einsatz von Chipkarten oder anderen Identifikationsmitteln (z. B. RFID-Karten) war kein Bargeld mehr enthalten, somit lohnte sich auch das Aufbrechen nicht mehr. Durch die fortschreitende Entwicklung und den Einbezug der Benutzer wurden die Systeme immer besser und es konnten auch ganz neue Anwendungsmöglichkeiten erschlossen werden (Vorauszahlung für vielfältige Bereiche wie z. B. Duschen auf Campingplätzen, Beleuchtung von Sportplätzen usw.)
Die Funktionsweise ist im Allgemeinen ganz einfach:
- Benutzer führt die Benutzerkarte (z. B. eine Chipkarte) ein
- voreingestellter Betrag wird abgebucht – Dokumentation erfolgt im meist vorhandenen LC-Display
- Strom wird für den (oder die) Verbraucher freigegeben, bis der Betrag aufgebraucht ist
- Strom wird abgestellt

Dabei gibt es oft zwei „Grundausführungen“:
- Für einen Verbraucher
- Für zwei Verbraucher